# Ready Smile!!
「Ready Smile!!」（レディー・スマイル!!）は、i☆Risの12枚目のシングル。2016年6月1日にDIVE II entertainmentから発売された。

## 概要
- 表題曲「Ready Smile!!（読み：レディー・スマイル）」は、テレビ東京系アニメ「プリパラ」第3シーズンオープニングテーマに起用された[2]。また、「プリパラ」開始当初から、オープニング主題歌はi☆Risが担当していたが、当曲で一度途切れることになった[3]。
- 本作のミュージックビデオの映像監督は、福居英晃が務めた。またミュージックビデオは河口湖ステラシアターで収録されている。
- TYPE-Bにのみ、「Garnet」が収録されている。

## 収録曲
- 全曲 作詞：平朋崇、編曲：EFFY

### TYPE-A
1. Ready Smile!! [4:09]
  - 作曲：光増ハジメ
  - テレビ東京系アニメ「プリパラ」第3シーズン1クール目オープニングテーマ
2. trust [4:25]
  - 作曲：EFFY
3. Ready Smile!!（Instrumental）
4. trust（Instrumental）

DVD
1. Ready Smile!! -Music Video-
2. Ready Smile!! -Off Shot Movie-

### TYPE-B
1. Ready Smile!!
2. trust
3. Garnet [4:10] 
  - 作曲：光増ハジメ
4. Ready Smile!!（Instrumental）
5. trust（Instrumental）
6. Garnet（Instrumental）